# Kilyana hendersoni
Kilyana hendersoni là một loài nhện trong họ Zoropsidae.
Loài này thuộc chi Kilyana. Kilyana hendersoni được Raven & Stumkat miêu tả năm 2005.